# Freakshow (chanson)
Pour les articles homonymes, voir Freakshow.
Singles de The Cure
The Only One
(2008) Sleep When I'm Dead
(2008)
Freakshow est une chanson du groupe britannique The Cure sortie en single le 13 juin 2008, deuxième extrait de l'album 4:13 Dream  publié le 28 octobre 2008 sur le label Geffen Records.
Comme The Only One, le précédent single, Freakshow atteint la première place du classement des ventes en Espagne.
Le groupe jouait la chanson sur scène depuis octobre 2007 sous le titre Don't Say Anything.

## Contenu
Freakshow apparaît sur le single avec un mixage sensiblement différent que celui de l'album. En face B figure le titre inédit All Kinds of Stuff.
Liste des titres
1. Freakshow (Mix 13) – 2:32
2. All Kinds of Stuff – 3:13

## Clip
Le clip vidéo, filmé en noir et blanc, montre simplement le groupe en train de jouer la chanson en studio.
Les clips des trois autres singles tirés de l'album 4:13 Dream sont réalisés de la même façon. 

## Personnel
- Robert Smith - chant, guitare, claviers
- Porl Thompson - guitare
- Simon Gallup - basse
- Jason Cooper - batterie

## Classements hebdomadaires
| Classement (2008)              | Meilleure place |
| ------------------------------ | --------------- |
| Allemagne (GfK Entertainment)  | 78              |
| Australie (Kent Music Report)  | 91              |
| Écosse (OCC)                   | 21              |
| Espagne (PROMUSICAE)           | 1               |
| France (SNEP)                  | 30              |
| Royaume-Uni (UK Singles Chart) | 89              |